# Франсін де Паола
Франсін де Паола-Мартінес (фр. Francine de Paola-Martinez, італ. Francine de Paola-Martinez; нар. 27 липня 1980, Жуссе, Верхня Сона, Франш-Конте) — італійська і французька борчиня вільного стилю, бронзова призерка чемпіонату світу, срібна та дворазова бронзова призерка чемпіонатів Європи.

## Біографія
Боротьбою почала займатися з 1994 року у Франції, де народилась. Виступала за юніорську збірну цієї країни. У її складі ставала чемпіонкою Європи 1997 року та срібною призеркою чемпіонату Європи 1999 року. З 2003 стала тренуватися керівництвом Альдо Мартінеса, що став її чоловіком, та захищати кольори першої італійської збірної, за яку вигравала декілька престижних міжнародних турнірів та ставала призеркою світової і європейських першостей. Виступала за клуб «Ejercito» («укр. Армія») з міста Остія.
Після закінчення активних виступів на борцівському килимі займається тренерською діяльністю. Одружена, має двох дітей.

## Виступи на Чемпіонатах світу
| Змагання                        | Збірна | Вагова категорія | Місце  |
| ------------------------------- | ------ | ---------------- | ------ |
| Чемпіонат світу з боротьби 2003 | Італія | 48 кг            | 13     |
| Чемпіонат світу з боротьби 2005 | Італія | 48 кг            | 8      |
| Чемпіонат світу з боротьби 2006 | Італія | 48 кг            | Бронза |
| Чемпіонат світу з боротьби 2007 | Італія | 48 кг            | 14     |

## Виступи на Чемпіонатах Європи
| Змагання                         | Збірна | Вагова категорія | Місце  |
| -------------------------------- | ------ | ---------------- | ------ |
| Чемпіонат Європи з боротьби 2005 | Італія | 48 кг            | 9      |
| Чемпіонат Європи з боротьби 2006 | Італія | 48 кг            | Бронза |
| Чемпіонат Європи з боротьби 2007 | Італія | 48 кг            | Срібло |
| Чемпіонат Європи з боротьби 2009 | Італія | 51 кг            | Бронза |

## Виступи на інших змаганнях
| Змагання                                            | Збірна | Вагова категорія | Місце  |
| --------------------------------------------------- | ------ | ---------------- | ------ |
| Відкритий жіночий чемпіонат Австрії з боротьби 2003 | Італія | 48 кг            | 4      |
| Тестовий турнір FILA 2004                           | Італія | 48 кг            | 7      |
| Олімпійський кваліфікаційний турнір 2004            | Італія | 48 кг            | 7      |
| Олімпійський кваліфікаційний турнір 2004            | Італія | 48 кг            | 28     |
| Відкритий жіночий чемпіонат Австрії з боротьби 2005 | Італія | 51 кг            | Бронза |
| Середземноморські ігри 2005                         | Італія | 51 кг            | Бронза |
| Відкритий жіночий чемпіонат Австрії з боротьби 2006 | Італія | 48 кг            | Золото |
| Відкритий жіночий чемпіонат Австрії з боротьби 2007 | Італія | 51 кг            | Золото |
| Олімпійський кваліфікаційний турнір 2008            | Італія | 48 кг            | 5      |
| Олімпійський кваліфікаційний турнір 2008            | Італія | 48 кг            | 10     |
| Відкритий жіночий чемпіонат Австрії з боротьби 2009 | Італія | 51 кг            | 12     |
| Середземноморські ігри 2009                         | Італія | 51 кг            | Золото |